# Peter Mygind
Peter Mygind (ur. 28 sierpnia 1963 we Frederiksbergu) – duński aktor teatralny, filmowy i telewizyjny.
Jest synem Sørena Myginda i aktorki Jytte Abildstrøm. Kształcił się w Szwajcarii, następnie w krajowych szkołach teatralnych. Zaczął występować na scenach krajowych teatrów, m.in. w Det Danske Teater i Rialto Teatret. Był prezenterem telewizyjnym teleturnieju Boom Boom. W produkcjach telewizyjnych debiutował na początku lat 90. Grał m.in. w Królestwie Larsa von Triera, a także w serialach Anna Pihl i Rząd.

## Filmografia
- 1991: Høfeber
- 1994: Królestwo
- 1998: Królestwo II
- 2001: Et rigtigt menneske
- 2006–2008: Anna Pihl
- 2006: Sprængfarlig bombe
- 2008: Flammen og Citronen
- 2010–2013: Rząd
- 2013: Tatort